# 斯特里納瓦冰川

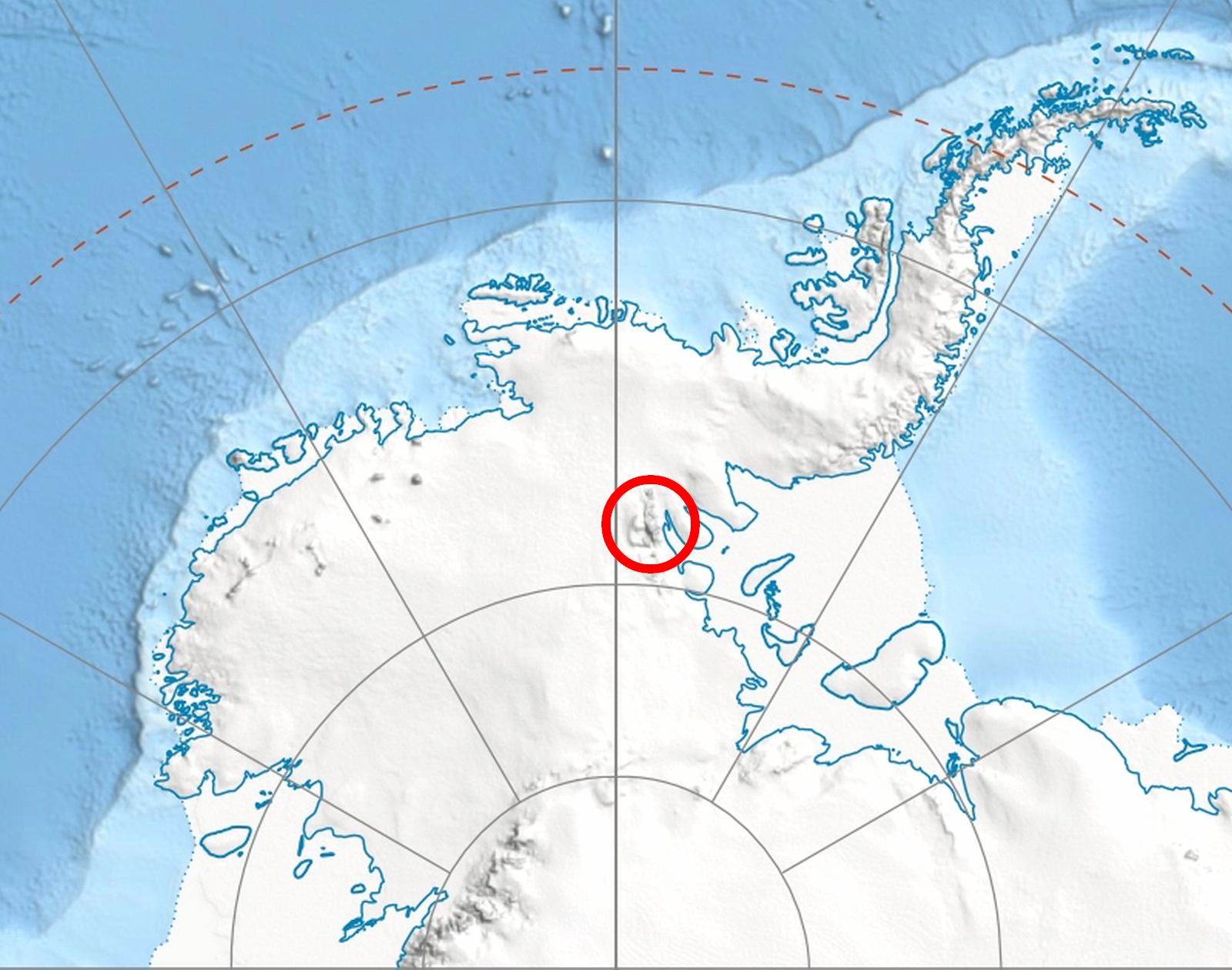

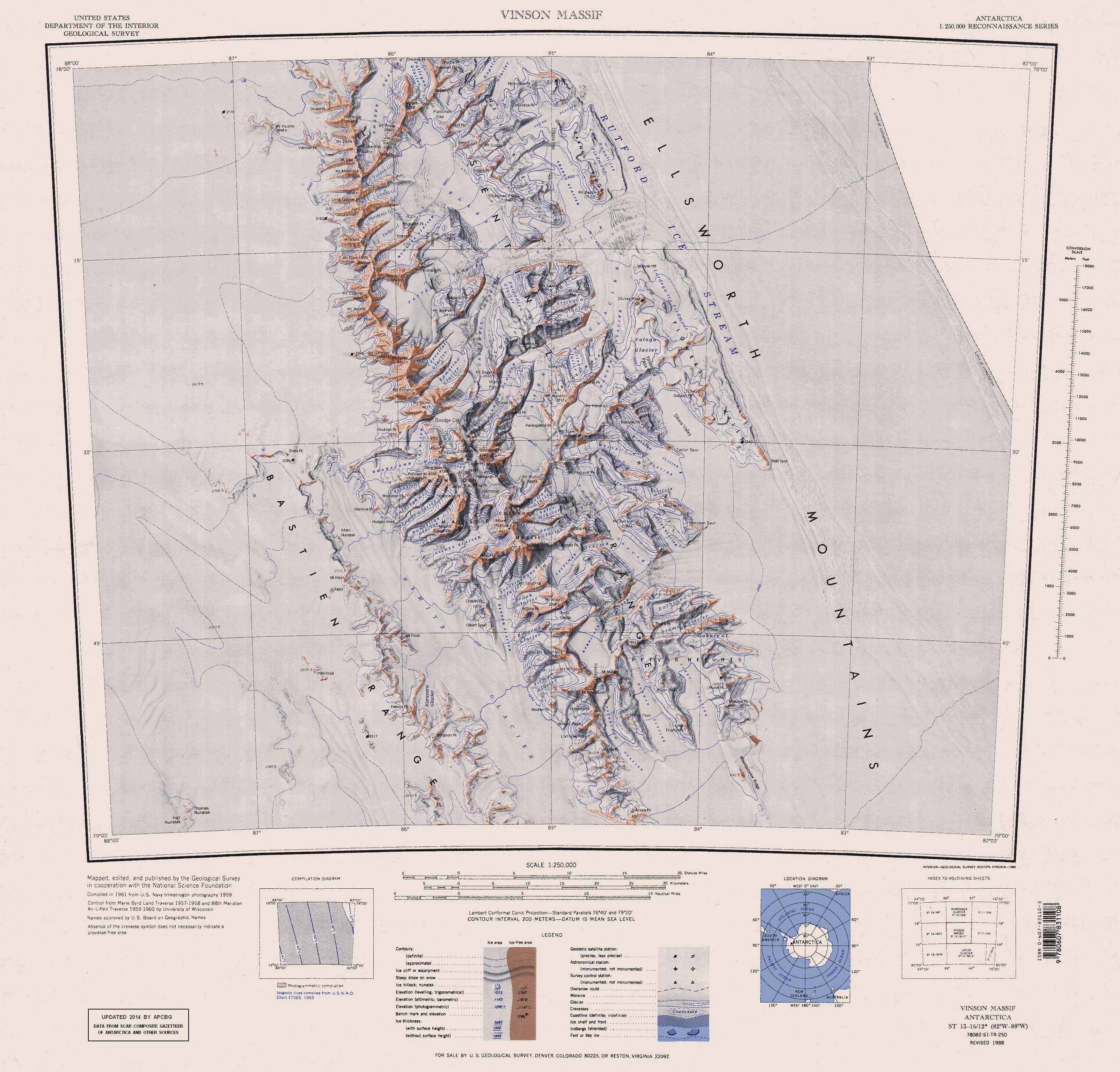

斯特里納瓦冰川是南極洲的冰川，位於埃爾斯沃思地，處於埃爾斯沃思山脈的森蒂納爾嶺，長6公里、寬3公里，以保加利亞北部城堡命名。
78°20′50″S 84°51′10″W / 78.34722°S 84.85278°W

## 外部連結
- Vinson Massif. （页面存档备份，存于）  Scale 1:250000 topographic map.  Reston, Virginia: US Geological Survey, 1988.
- Strinava Glacier. （页面存档备份，存于） SCAR Composite Antarctic Gazetteer.